# Binson-et-Orquigny
Binson-et-Orquigny korábbi község Franciaországban, Marne megyében. Lakosainak száma 166 fő (2020. január 1.). Binson-et-Orquigny Châtillon-sur-Marne, Baslieux-sous-Châtillon, Œuilly, Reuil és Villers-sous-Châtillon községekkel határos.
2023. január 1-jén Reuil és Villers-sous-Châtillon korábbi községgel egyesült és az így létrejött Cœur-de-la-Vallée új község része lett.

## Népesség
A település népességének változása:
| Lakosok száma | 385  | 382  | 206  | 185  | 183  | 177  | 179  | 169  | 164  | 166  |
|               | 1968 | 1975 | 1990 | 1999 | 2011 | 2013 | 2016 | 2017 | 2019 | 2020 |